# 1998 في المكسيك
فيما يلي قوائم الأحداث التي وقعت خلال عام 1998 في المكسيك.

## رياضة
- 1 يناير – المكسيك في كأس العالم 1998

## مواليد

### يناير
- 7 يناير – بابلو سيزار لوبيز لاعب كرة قدم مكسيكي.
- 17 يناير – ألان سيرفانتيس لاعب كرة قدم مكسيكي.

### فبراير
- 14 فبراير – مريم غارسيا لاعبة كرة قدم مكسيكية.
- 26 فبراير – كريستيان أوزفالدو غونزاليس لاعب كرة قدم مكسيكي.

### مارس
- 3 مارس – دينيس فرانكو
- 18 مارس – ريكاردو مارين لاعب كرة قدم مكسيكي.

### أبريل
- 12 أبريل – رودريغو أرماندو غونزاليس لاعب كرة قدم مكسيكي.
- 18 أبريل – كيفين لارا لاعب كرة قدم مكسيكي.

### مايو
- 1 مايو – خوسيه أفيلا لاعب كرة قدم مكسيكي.

### يونيو
- 18 يونيو – دييغو كورتيس لاعب كرة قدم مكسيكي.
- 30 يونيو – ادسون توريس لاعب كرة قدم مكسيكي.

### يوليو
- 9 يوليو – أوسكار ماسياس لاعب كرة قدم مكسيكي.

### أغسطس
- 3 أغسطس – إدواردو أغويري لاعب كرة قدم مكسيكي.

### سبتمبر
- 7 سبتمبر – جيراردو أرتيجا لاعب كرة قدم مكسيكي.
- 7 سبتمبر – روبرتو ألفارادو لاعب كرة قدم مكسيكي.
- 19 سبتمبر – أنطونيو سانتوس سانشيز لاعب كرة قدم مكسيكي.
- 21 سبتمبر – جبريل أليخاندرو رييس لاعب كرة قدم مكسيكي.

### أكتوبر
- 12 أكتوبر – غوستافو أدولفو رودريغيز لاعب كرة قدم مكسيكي.

### نوفمبر
- 7 نوفمبر – بيلين كروز لاعبة كرة قدم مكسيكية.
- 13 نوفمبر – يوليسيس كاردونا لاعب كرة قدم مكسيكي.

### ديسمبر
- 18 ديسمبر – اليخاندرو فليبي ممثل مكسيكي.

## وفيات

### يناير
- 1 يناير – كارمين مولينا (مواليد 1920)
- 9 يناير – ألبرتو إسحاق (مواليد 1925)

### أبريل
- 19 أبريل – أكتافيو باث (مواليد 1914)

### يونيو
- 2 يونيو – جونزالو مارتينيز (مواليد 1934)